# 聯合國安全理事會第726號決議
联合国安全理事会第726号决议（英語：United Nations Security Council Resolution 726），于1992年1月6日通过。决议重申了安理会的第607号，第608号，第636号，第641号和第694号决议，谴责以色列驱逐巴勒斯坦的平民，要求以色列允许被驱逐平民能安全回到原居住地，重申《关于战时保护平民日内瓦公约》适用于1967年以来被以色列占据的所有巴勒斯坦领土，并决定继续处理此案。